# KMPlayer
The KMPlayer 또는 KM플레이어(국민플레이어) 또는 K-멀티미디어 플레이어(K-Multimedia Player)는 판도라TV가 보유한 동영상 플레이어이다. 전 세계에서 사용하는 동영상 재생 프로그램으로 현재 누적 다운로드 8억건을 기록하고 있으며, 한달 평균 15억 건의 컨텐츠가 재생되고 있다.
자체 내장된 코덱으로 영상 재생을 보다 빠르고 편리하게 이용할 수 있으며, 이용자의 선호에 따라 다양한 스킨 및 확장된 환경설정을 지원한다. 이름은 개발자인 강용희(Kang Yong-Huee)의 이름의 첫글자 'K'를 따 지었다.
가장 큰 장점은 자체 내장된 코덱으로 영상 재생을 보다 빠르고 편리하게 이용할 수 있으며, 오랜 기간동안 사용자와의 소통으로 사용자들의 편의에 맞춰진 다양한 기능을 제공하고 있다는 점이다.
이용자의 선호에 따라 다양한 스킨 및 확장된 환경설정을 지원한다. 특히, 고화질 재생에 최적화되어 있어 고화질 영상 재생을 위해 많은 사용자들이 사용하는 대표 동영상 플레이어다. 또한 다른 동영상 플레이어와 달리 광고가 없어 사용자들의 만족도가 높다.
KM플레이어64X를 2018년 8월 출시하였으며, KM플레이어와 함께 많은 사용자를 확보하고 있다. 2022년 3월 사용자에게 다양한 리워드를 제공하기 위해 KMPlex 서비스를 안드로이드, IOS 기반으로 런칭하였다.

## 주요 기능
KM플레이어는 판도라TV가 보유한 4K, 8K, UHD, 60 FPS등 모든 고품질의 영상 재생이 가능한 동영상 플레이어 프로그램이며 영상도 적은 CPU, 메모리 점유율과 GPU 지원으로 안정된 재생이 가능하다.
TV 수신카드가 있을 경우, 메뉴에서 BDA 기능(아날로그TV의 신호를 디지털 신호로 변환시키는 기능)을 이용하여, 아날로그TV에서의 재생을 지원한다.
avi, wmv, mkv, mov, mp4, ogg theora, ogm 등의 다양한 포맷을 지원하며, 전세계 사용자들을 위해 41개국 언어를 지원하고 있어 전세계 230개국이 사용하는 글로벌 동영상 플레이어로 자리매김하고 있다.
최대 미디어 파일 포맷을 지원하고 있으며, 고품질의 video renderer를 사용하여 화면 회전,고품질 영상 재생,동영상 다운로드,음악플레이어,동영상 캡쳐(gif) 기능 등 사용자의 플레이어 사용 패턴에 최적화된 동영상 플레이어 프로그램이다.
유튜브 URL만 입력하면 KMP플레이어에서 바로 재생하고 다운로드까지 가능하다.
현재 KMPlayer는 누적 다운로드 수를 8억 돌파(2018.12월 기준)하였으며, 제8회 대한민국 인터넷대상 비즈니스 부문 수상(미래창조과학부 선정), <2014최고의 앱 30>(구글플레이어 선정) 등 국내외적으로 인정 받은 플레이어다.
자체 코덱 지원
- 자체 내장된 코덱으로 별도의 설정없이도 빠르고 편리하게 재생

다양한 미디어 파일 포맷 지원
- 모든 비디오, 오디오, 자막 파일을 지원한다.
- RTS, MPEG-1, MPEG-2, MPEG-4, AAC, WMA7, WMA8, ogg theora 등 모든 파일 포맷 지원.
- 파일 형태의 다양한 포맷의 자막 및 블루레이 이미지 자막(PGS 자막 등등) 지원.
- 블루레이 디스크 ,DVD 지원.

자막 기능
- SMI, ASS, SRT, PSB, S2K, SUB, TXT, LRC 형식의 자막을 지원하며 자막을 직접 조절가능

동영상 캡쳐 기능
- 내가 원하는 포맷으로 원하는 화면과 오디오를 조절하며 캡쳐 할 수 있다. 움직이는 이미지(GIF 포맷)으로도 캡쳐 가능

볼거리 풍부한 콘텐츠 제공
- 플레이어 오른쪽에서는 최신 인기 콘텐츠를 시청가능

환경설정 기능
- 영상, 재생, 내장 필터, 자막, 시스템 설정 등 프로그램 주요 기능을 사용자 설정에 맞도록 컨트롤 할 수 있다.

다양한 언어 지원
- 전세계 KM플레이어 사용자들을 위해 41개국 언어를 지원한다.

- 고화질, 대용량 영상의 재생이 가능하며, 3D, 4K, UHD 등의 영상도 적은 CPU, 메모리 점유율과 GPU 지원으로 안정된 재생이 가능하다.
- 프로그램 주요기능 및 DVD 설정, 영상/음악/자막 처리, 명암조정 등 프로그램을 이용하는데 필요한 설정 값을 사용자에 맞게 조정하여 사용할 수 있다.
- TV 수신카드가 있을 경우, 메뉴에서 BDA 기능(아날로그TV의 신호를 디지털 신호로 변환시키는 기능)을 이용하여, 아날로그TV에서의 재생을 지원한다.
- avi, wmv, mkv, mov, mp4, ogg theora 등의 다양한 포맷을 지원하며, 전세계 사용자들을 위해 35개국 언어를 지원한다.
- 시각 장애인을 위한 TTS (자막 읽어주기)기능을 지원한다.
- 무인코딩 플레이어인 KMPlayer Mobile Application은 모바일에서도 동영상을 편리하게 재생 가능하며, Android, iOS를 모두 지원한다.
- PC와 모바일을 연결하는 네트워크 서비스인 KMP Connect를 출시하여 언제 어디서든 PC의 영상을 모바일에서도 자유롭게 시청 할 수 있다.

## 장치 지원
- 다이렉트쇼 재생: avi, wmv, mkv, mov, mp4, ogg theora, ogm, rmvb, mpeg1, mpeg2
비동기 파일 소스 필터(네트웍 필터): 메모리 캐시용
압축 오디오 앨범 지원: zip, rar
Shoutcast (NSV 포함), Icecast
DTS 웨이브, AC3, AAC, Ogg, Ape, MPC, FLAC, AMR, ALAC, SHN, WV, 모듈 (MOD, S3M, MTM, UMX, XM, 그리고 IT) 등
GVI, FLV, NSV, 3GP, PMP, VOB
- Mplayer 엔진 지원
- 윈앰프 입력 플러그인(디코더) 지원
- DVD 재생, ratDVD 지원 (ratDVD는 개별 설치 필요)
오디오 CD(2000, XP 만 지원)
비디오 CD/SVCD/XCD: CDXA 포맷 (윈도우 2000, XP 만 지원)
VCD 이미지 파일 (BIN/ISO/IMG/NRG) ; NRG는 mplayer.dll이 필요함
- 윈도 드라이버 모델(WDM) 장치 지원 (TV/HDTV/Camera/Cam 등)

## 재생 지원
- 영상 코덱
DivX, XviD, Theora, WMV, MPEG-1, MPEG-2, MPEG-4, VP3, VP5, VP6, H263(+), H.264(AVC1), CYUY, ASV1/2, SVQ1/3, MSVIDC, 시네팩, MS MPEG4 V1/2/3, FFV1, VCR1, FLV1, MSRLE, QTRLE Huffyuv, 디지털 비디오(DV), Indeo3, MJPEG, SNOW, TSCC, Dirac, VC-1, 리얼비디오 등
- 오디오 코덱
AC3, DTS, LPCM, MP2, MP3, Vorbis, AAC, WMA, ALAC, AMR, QDM2, FLAC, TTA, IMA ADPCM, QCELP, EVRC, 리얼오디오 등
- 자막 지원
유니코드 형식의 텍스트 자막, SAMI(smi) 루비 태그, MicroDVD(sub), MicroDVD(sub), SMIL/RealText, SSA, ASS, USF(Ruby support), Bitmap Sub/Idx(Vobsub), Closed Caption, 사사미 2000(S2K), ASF, MKV, OGM, MP4, MOV, VOB, 3GP의 내장자막, TTS (Text to Speech) (텍스트 자막 읽어주기)

## 플러그인
KMPlayer는 윈앰프(Winamp)의 플러그인을 지원
- 윈앰프 플러그인: 입력, DSP (Can Stack), 비주얼 (Can Stack), 일반 플러그인 (미디어 라이브러리 등 지원)
- SDK를 통한 KMP 비디오 플러그인 (Can Stack)
- DScaler 필터 지원 (Can Stack)

## 같이 보기
- 판도라TV
- 에브리온TV
- 유튜브